# Hongo Kanata
Hongo Kanata (本郷 奏多 Hongō Kanata, Bản Hương Tấu Đa) (sinh ngày 15 tháng 11 năm 1990) là một diễn viên trẻ người Nhật. Cậu đã xuất hiện trong một vài bộ phim. Có thể kể tới Moon Child với sự tham gia của Gackt, Hyde và Vương Lực Hoành (Wang Lee Hom). Trong phim, Kanata đóng vai "Sho" hồi còn nhỏ và Gackt đóng vai ấy khi lớn. Cậu cũng xuất hiện trong bộ phim Hinokio, phim được công chiếu lại Nhật vào tháng 7 năm 2005. Hongo còn tham gia đoạn video Tomorrow's way của nữ ca sĩ YUI. Cậu đóng vai một cậu bé cô độc, đeo tai nghe (headphones), đi một mình trên cánh đồng rộng lớn.
Vai diễn tiếp theo của Hongo là Echizen Ryoma, nhân vật chính trong bộ phim The Prince of Tennis. Bộ phim được ra mắt tại Nhật vào ngày 13 tháng 5 năm 2006.
Vai diễn mới nhất của Hongo là Okazaki Shinichi trong phim Nana. Phim được trình chiếu vào tháng 12 năm 2006.
Ngoài phim nhựa, Hongo còn tham gia một số bộ phim truyền hình, Có thể kể đến Aikurushii (2005) hay Kiraware Matsuko no Issho (2006).

## Hồ sơ
- Tên: Hongo Kanata (本郷 奏多)
- Sinh ngày: 15/11/1990
- Nơi sinh:  Sendai, Miyagi
- Chiều cao: 173 cm
- Nghề nghiệp: Diễn viên
- Sở thích: Bóng chày, tennis, ngoài ra cậu ta còn rất thích chó
- Công ty trực thuộc: Stardust

## Một số vai diễn tiêu biểu

### Echizen RyomatrongThe Prince of Tennis
Trong phim, Hongo thủ vai Ryoma, một thiên tài tennis 12 tuổi với 4 lần vô địch trong giải American Junior Tennis. Ryoma về Nhật và vào học tại học viện Seishun (Seigaku), một ngôi trường nổi tiếng với đội tennis mạnh và các tay vợt tài năng. Ryoma nhanh chóng đánh bại những đàn anh lớn hơn mình và trở thành thành viên chính thức của đội tennis trường Seigaku.

### Okazaki Shinichi trong Nana 2
|trái|200px|Hongo Kanata trong vai Okazaki Shinichi]] 
Sau Prince of Tennis, Kanata tiếp tục đóng trong movie 2 của NANA - bộ phim chuyển thể từ manga/anime nổi tiếng của tác giả Yazawa Ai. Vai diễn lần này của Kanata là Okazaki Shinichi (gọi thân mật là Shin), một nhân vật khác biệt hoàn toàn với vai diễn trước đó của cậu. Shin là tay bass của một ban nhạc rock Blast với tính cách khá kỳ lạ, ngây thơ nhưng lại rất già dặn, và hơn nữa ngoài việc chơi nhạc Shin còn làm một công việc đặc biệt - trai bao. Khách hàng hiện tại của cậu là Reira, ca sĩ chính của Trapnest - ban nhạc có nhiều duyên nợ với Blast. Reira và Shin lúc đầu chỉ là khách hàng nhưng sau đó cậu đã tìm được tình yêu thực sự cho mình nhưng lại vấp phải sự ngăn cản của Takumi (nhóm trưởng của Trapnest)

## Các bộ phim đã tham gia

### Phim truyền hình
- Seigi no Mikata (2008) (trong vai Okamoto Riku)
- Iryu 2 Lưu trữ ngày 21 tháng 7 năm 2008 tại Wayback Machine (2008) (tập8)
- Tantei Gakuen Q (2007) (trong vai Makino Daisuke, tập 2)
- Seito Shokun! Lưu trữ ngày 2 tháng 5 năm 2007 tại Wayback Machine (2007) (trong vai Aoki Kohei)
- Himitsu no Hanazono Lưu trữ ngày 11 tháng 5 năm 2007 tại Wayback Machine (2007) (trong vai Kataoka Hinata)
- Aikurushii Lưu trữ ngày 21 tháng 1 năm 2012 tại Wayback Machine (2005) (trong vai Nagumo Shu)
- Kiraware Matsuko no Issho Lưu trữ ngày 8 tháng 11 năm 2006 tại Wayback Machine (TBS, 2006) (trong vai Youichi Ryu lúc 15 tuổi)
- Yankee-kun to Magane-chan(Vai Izumi)

### Phim nhựa
- Returner (2002)
- Moon Child (2004) (vai Sho lúc nhỏ)
- Hinokio Lưu trữ ngày 17 tháng 12 năm 2008 tại Wayback Machine (2005) (vai Satoru)
- Daiteiden no Yoru ni (Until the Light comes back) (2005) (vai Shota)
- Prince of Tennis Lưu trữ ngày 3 tháng 8 năm 2006 tại Wayback Machine (2006) (vai Echizen Ryoma)
- NANA movie 2 (2006) (vai Okazaki Shinichi))
- Silk Lưu trữ ngày 11 tháng 10 năm 2007 tại Wayback Machine (2007)